# Divize E 1996/1997
V soubojích 6. ročníku Moravskoslezské divize E 1996/97 (jedna ze skupin 4. fotbalové ligy) se utkalo 16 týmů každý s každým dvoukolovým systémem podzim–jaro. Tento ročník začal v srpnu 1996 a skončil v červnu 1997.

## Nové týmy v sezoně 1996/97
- Z MSFL 1995/96 nesestoupilo do Divize E žádné mužstvo.
- Mužstvo KD Karviná po sezoně 1995/96 zaniklo sloučením pod FC Karviná, jeho místo v této sezoně zaujalo mužstvo FC Karviná „B“.
- Ze Slezského župního přeboru 1995/96 postoupilo vítězné mužstvo SK Železárny Třinec „B“.[1]
- Z Hanáckého župního přeboru 1995/96 postoupilo vítězné mužstvo FK Holice 1932 a FK Šumperk (2. místo).[1]

## Konečná tabulka
Zdroj: 
| Poř. | Tým                          | Z  | V  | R  | P  | VG | OG | B  |
| ---- | ---------------------------- | -- | -- | -- | -- | -- | -- | -- |
| 1.   | TJ Biocel Vratimov           | 30 | 19 | 5  | 6  | 64 | 24 | 62 |
| 2.   | FK Holice 1932 (N)           | 30 | 17 | 5  | 8  | 56 | 32 | 56 |
| 3.   | FC Karviná „B“               | 30 | 16 | 4  | 10 | 55 | 28 | 52 |
| 4.   | SK Železárny Třinec „B“ (N)  | 30 | 14 | 6  | 10 | 48 | 46 | 48 |
| 5.   | TJ Nový Jičín                | 30 | 13 | 8  | 9  | 45 | 41 | 47 |
| 6.   | SK UNO Zábřeh-Zvole          | 30 | 13 | 7  | 10 | 47 | 41 | 46 |
| 7.   | SK Hanácká Slavia Kroměříž   | 30 | 12 | 7  | 11 | 40 | 40 | 43 |
| 8.   | TJ Důl 9. květen Albrechtice | 30 | 12 | 4  | 14 | 35 | 38 | 40 |
| 9.   | FC Dukla Sekopt Hranice      | 30 | 10 | 10 | 10 | 49 | 45 | 40 |
| 10.  | FK ARTEP Město Albrechtice   | 30 | 11 | 5  | 14 | 38 | 48 | 38 |
| 11.  | FK Šumperk (N)               | 30 | 9  | 10 | 11 | 36 | 44 | 37 |
| 12.  | FC Slavoj Bruntál            | 30 | 9  | 10 | 11 | 35 | 56 | 37 |
| 13.  | TJ Slezan Frýdek-Místek      | 30 | 9  | 9  | 12 | 40 | 55 | 36 |
| 14.  | TJ Valašské Meziříčí         | 30 | 11 | 2  | 17 | 46 | 55 | 35 |
| 15.  | FK Mohelnice-Moravičany      | 30 | 7  | 11 | 12 | 33 | 39 | 29 |
| 16.  | SK VTJ Spartak Hulín         | 30 | 4  | 5  | 21 | 26 | 61 | 17 |

Poznámky:
- Z = Odehrané zápasy; V = Vítězství; R = Remízy; P = Prohry; VG = Vstřelené góly; OG = Obdržené góly; B = Body; (S) = Mužstvo sestoupivší z vyšší soutěže; (N) = Mužstvo postoupivší z nižší soutěže (nováček)
- O pořadí na 8. a 9. místě rozhodla bilance vzájemných zápasů: D. Albrechtice – D. Hranice 2:2, D. Hranice – D. Albrechtice 2:3[2]
- O pořadí na 11. a 12. místě rozhodla bilance vzájemných zápasů: Šumperk – Bruntál 2:1, Bruntál – Šumperk 1:1[2]
- Mužstvu FK Mohelnice-Moravičany byly odečteny 3 body.[2]
- Mužstvo SK Železárny Třinec „B“ se v sezoně 1997/98 spojilo s TJ Bystřice nad Olší.

|  | Postup do MSFL 1997/98                             |
|  | Mužstvo zaniklo sloučením pod FK VP Frýdek-Místek  |
|  | Sestup do Střeromoravského župního přeboru 1997/98 |
|  | Sestup do Hanáckého župního přeboru 1997/98        |